# Carélia

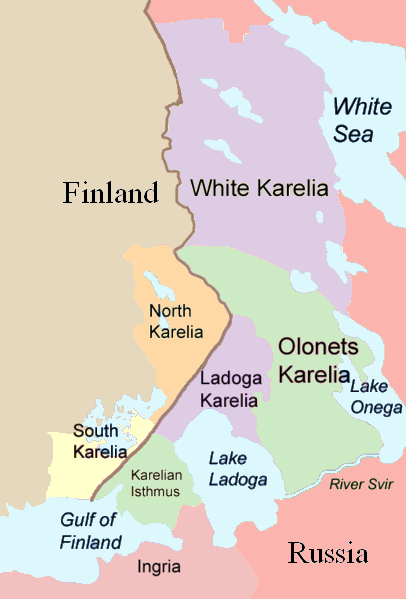
Mapa das regiões tradicionais da Carélia

A Carélia é uma região localizada na Europa setentrional, dividida entre a Federação Russa e a Finlândia. É a terra dos carélios.
É uma região pouco habitada e dividida administrativamente em quatro regiões: o óblast de Leningrado e a República da Carélia (na Rússia) e Carélia do Sul e Carélia do Norte (na Finlândia).
Nos idiomas carélio e finlandês, a Carélia designa-se Karjala (pronúncia: Káryala); em russo Карелия (Kareliya), e em sueco Karelen. A etimologia deriva da palavra "karja" que significa "gado, manada, grupo de gente." O prefixo "-la" designa uma "terra" e é comum em topónimos (p. ex., "Kalevala").
Historicamente, partes da Carélia pertenceram à Suécia, à República da Novogárdia e à Rússia, sendo que, administrativamente, nunca formaram uma área unida.
É um importante centro para o Igreja Ortodoxa por abrigar o Mosteiro de Valaam.

## História
Durante o início da Idade Média, colonos do oeste da Finlândia se misturaram com a população local para formar o grupo étnico da Carélia. A possível migração de outros lugares também pode ter contribuído para a composição étnica da Carélia.
Evidências arqueológicas indicam que a habitação da Carélia era mais alta ao longo da margem ocidental do Lago Ladoga e do istmo da Carélia, com vários cemitérios e outras descobertas arqueológicas datando de 600 a 800 d.C. Na Carélia do Sul, o número de descobertas arqueológicas deste período é menor, embora a habitação permanente estivesse presente. Lappee, Carélia do Sul tem sido continuamente habitada por aproximadamente 2 000 anos. Na Carélia do Norte, apenas uma descoberta arqueológica deste período foi encontrada, datando do século VIII. O número consideravelmente maior de descobertas arqueológicas nessas regiões de 800 a 1050 d.C. indica que a população da Carélia cresceu e se expandiu rapidamente durante esse período.
A Carélia foi duramente disputada pela Suécia e pela República de Novgorod por um período que começou nas Guerras Sueco-Novgorodianas do século XIII. O Tratado de Nöteborg (em finlandês: Pähkinäsaaren rauha) em 1323 dividiu a Carélia entre os dois. A Suécia recebeu a porção sul do istmo da Carélia e a maior parte da Carélia do Sul. A província da Carélia sueca incluiria este território, mais a região a leste do rio Kymi, com Viborg (em finlandês: Viipuri) tornando-se a capital da província. Novgorod recebeu a porção norte do istmo da Carélia. A Carélia do Norte, a Carélia de Ladoga e a porção norte da Carélia do Sul ficaram sob controle novgorodiano de Novgorodiano. Käkisalmi serviu como o principal centro populacional desta região.
No Tratado de Stolbovo de 1617, grandes partes da Carélia russa foram cedidas à Suécia. Conflitos entre os novos governantes suecos e a população indígena dessas áreas levaram a um êxodo: milhares de karelianos, incluindo os ancestrais dos tver karelianos, emigraram para a Rússia.
O Tratado de Nystad (em finlandês: Uudenkaupungin rauha) em 1721 entre a Rússia Imperial e a Suécia cedeu uma parte da Carélia à Rússia. O Tratado de Åbo em 1743 entre a Suécia e a Rússia então cedeu a Carélia do Sul à Rússia. Depois que a Finlândia foi ocupada pela Rússia na Guerra Finlandesa, partes das províncias cedidas (Antiga Finlândia) foram incorporadas ao Grão-Ducado da Finlândia em 1812. Em 1917, a Finlândia tornou-se independente e a fronteira foi confirmada pelo Tratado de Tartu em 1920.
Partisans finlandeses estiveram envolvidos em tentativas de derrubar os bolcheviques na Carélia russa (Carélia Oriental) em 1918-21, como na fracassada expedição Aunus. Eles também queriam incorporar o resto da Carélia na Finlândia e cooperaram com a efêmera República de Uhtua. Estas expedições principalmente privadas terminaram após a assinatura do Tratado de Tartu. Após o fim da Guerra Civil Russa e o estabelecimento da União Soviética em 1922, a parte russa da Carélia tornou-se a República Autônoma da Carélia da União Soviética (RASS) em 1923.
No início da Segunda Guerra Mundial, em 1939, a União Soviética atacou a Finlândia, dando início à Guerra de Inverno. O Tratado de Moscou, assinado em 1940, entregou uma grande parte da Carélia finlandesa à União Soviética, e mais de 400 000 pessoas tiveram que ser realocadas dentro da Finlândia. Durante a Guerra de Continuação de 1941-1944, a Finlândia retomou o território cedido em 1940, e também invadiu e ocupou grande parte da Carélia Oriental. A Finlândia foi forçada a sair dessas regiões em 1944. Após a guerra, a expansão soviética causou considerável amargura na Finlândia, que perdeu sua quarta maior cidade, Viipuri, seu coração industrial ao longo do rio Vuoksi, a porção oriental do canal Saimaa que ligava a Finlândia central ao Golfo da Finlândia, e o acesso às águas pesqueiras do Lago Ladoga (Finlandês: Laatokka). Um oitavo de seus cidadãos se tornaram refugiados sem chance de retorno. Toda a população das áreas cedidas à União Soviética foi evacuada e reassentada em outras partes da Finlândia. Os atuais habitantes das antigas partes finlandesas da Rússia, incluindo a cidade de Vyborg/Viipuri e o istmo da Carélia, são imigrantes do pós-guerra ou seus descendentes.
A antiga ASSR da Carélia foi incorporada em uma nova RSS Karelo-Finlandesa de 1941 a 1956, mas depois se tornou uma ASSR novamente. A Carélia foi a única república soviética que foi "rebaixada" de uma RSS para uma RSSA dentro da RSSF russa.
A parte da província de Viipuri que permaneceu dentro da Finlândia após a Segunda Guerra Mundial foi renomeada Província de Kymi, e manteve este nome de 1945 a 1997. A parte oriental desta província é agora a região da Carélia do Sul, enquanto a porção ocidental é parte de Kymenlaakso.

## Cultura
- Pastel da Carélia